# Izol'da Vasil'evna Izvickaja
Izol'da Vasil'evna Izvickaja, in russo Изо́льда Васи́льевна Изви́цкая? (Dzeržinsk, 21 giugno 1932 – Mosca, 1º marzo 1971), è stata un'attrice sovietica.

## Biografia
Mentre era ancora allieva del VGIK, la prestigiosa scuola statale di recitazione e cinematografia, le vennero proposte parti secondarie in diversi film.
Nel 1955 Izol'da Izvickaja viene scelta come protagonista del film Il quarantunesimo, tratto da un racconto di Boris Lavrenëv, dove interpreta il ruolo di una combattente rivoluzionaria che conosce un giovane ufficiale zarista.
Il film riscosse un notevole successo nazionale e internazionale, tanto da ottenere al Festival del cinema di Cannes del 1957 un premio speciale per la sceneggiatura, grazie alle inquadrature naturalistiche girate nel mare di Aral, ormai quasi totalmente prosciugato a causa del progressivo degrado ambientale.
Grazie alla notorietà acquisita, Izol'da Izvickaja diventa membro dell'associazione sovietica per le relazioni culturali con i paesi dell'America Latina che le dà l'opportunità di effettuare lunghi viaggi all'estero.
Tuttavia, dopo il suo primo film di successo, nei film successivi ottiene ruoli secondari sempre più minimali causandole una grave depressione esistenziale che la porta, nel 1971, anche per la fine del suo matrimonio con l'attore Eduard Bredun, a lasciarsi morire di fame e di inedia, sola nell'appartamento che le era stato assegnato a Mosca nel rione degli attori.

## Filmografia

### Cinema
- Bogatyr idët v Marto, regia di Evgenij Brjunčugin (1954)
- Trevožnaja molodost', regia di Aleksandr Alov e Vladimir Naumov (1955)
- Dobroe utro, regia di Andrej Frolov (1955)
- Pervyj ėšelon, regia di Michail Konstantinovič Kalatozov (1956)
- Il quarantunesimo (Sorok pervyj), regia di Grigorij Naumovič Čuchraj (1956)
- Poėt, regia di Boris Vasil'evič Barnet (1957)
- Nepovtorimaja vesna, regia di Aleksandr Borisovič Stolper (1957)
- K Čёrnomu morju, regia di Andreyj Tutyškin (1958)
- Očerednoj rejs, regia di Rafail Jul'evič Gol'din (1958)
- Otcy i deti, regia di Adol'f Bergunker e Natal'ja Raševskaja (1959)
- Čelovek menjaet kožu, regia di Rafail Perelshteyn (1960)
- Čelovek s buduščim, regia di Nikolai Rozantsev (1961)
- Pace a chi entra (Mir vchodjaščemu), regia di Aleksandr Alov, Vladimir Naumov (1961)
- Cepnaja reakcija, regia di Ivan Pravov (1962)
- Armageddon, regia di Michail Izrailev (1962)
- Po tonkomu l'du, regia di Damir Alekseevič Vjatič-Berežnych (1966)
- Mechta moya, regia di Khuat Abuseitov (1966)
- Avdotya Pavlovna, regia di Aleksandr Muratov (1967)
- Každyj večer v odinnadcat', regia di Samson Samsonov (1969)